# Maltsch
Die Maltsch (tschechisch Malše) ist ein rechter Zufluss der Moldau in Tschechien und Oberösterreich. Sie ist mit ihren Nebenflüssen, neben der Lainsitz im Waldviertel, ein Flusssystem Österreichs (ausgenommen Vorarlberg), das zur Nordsee und nicht in die Donau entwässert.
Der Asteroid (7669) Malse wurde am 11. Februar 1998 nach dem Fluss benannt.

## Name
Das Gewässer wird 1265 als „fluuiorum ... Malche“ erstmals urkundlich erwähnt. Der Name leitet sich von einem slawischen Personennamen ab.

## Grundinformation
Das gesamte Einzugsgebiet beträgt 979,1 km², die Gesamtlänge 96 Kilometer, davon 89,5 in Tschechien oder als Grenzfluss. Die durchschnittliche Wassermenge am letzten Pegel vor der Mündung beträgt 7,26 m³/s.

## Flussverlauf
Die Maltsch entspringt in Österreich im Gratzener Bergland an den nordöstlichen Hängen des Viehberges im Dorf Sandl. In einer Länge von 22 Kilometern bildet sie eine natürliche Grenze zu Tschechien. Bei Dolní Dvořiště wendet sie sich endgültig in Richtung Tschechien und fließt durch Rychnov nad Malší, Kaplice, Římov und Doudleby nach České Budějovice (Budweis). Hier mündet sie im Zentrum der Stadt auf einer Meereshöhe von 385 m ü.A. in die Moldau.

## Besonderheiten
Am Fluss befindet sich das Trinkwasserreservoir Římov.

## Holzschwemme
Auf der Maltsch gab es vermutlich die älteste Holzschwemme des Mühlviertels, die älteste urkundliche Dokumentation stammt aus dem Jahr 1685. Das Holz wurde aus dem Freiwald in Richtung Leopoldschlag und Unterhaid geschwemmt und von dort in Richtung Norden weitertransportiert. Ab den 1830er Jahren geschah dies mit Hilfe der Pferdeeisenbahn. Das Holz kam vor allem aus den Gebieten um die Orte Windhaag, Leopoldschlag und Zettwing, die abwechselnd das Vorrecht für die erste Schwemme des Jahres bekamen. Ob die Schwemme regelmäßig in Betrieb war, ist ungesichert, da die Holztrift auf Grund fehlender Schwemmteiche, dem geringen Gefälle und der geringen Wasserführung des Flusses sehr beschwerlich war. Die Schwemme dürfte oftmals längere Zeit brach gelegen haben. Daher wird davon ausgegangen, dass 1842 die letzte derartige Schwemme stattfand.

## Zuflüsse

### Linke Seite
- Kabelský potok
- Mardesbach
- Felberbach
- Eisenhuter Bach

### Rechte Seite
- Steinbach (Kamenice)
- Schwarzau (Černá)
- Strobnitz (Stropnice)